# Кендерлі
Кендерлі́ (каз. Кендірлі) — село у складі Жанаозенської міської адміністрації Мангистауської області Казахстану. Адміністративний центр та єдиний населений пункт Кендерлинської сільської адміністрації.
Село утворено 2020 року з південно-східної частини села Рахат.
Населення — 12868 осіб (2021; 413 у 2009).